# Cryptid

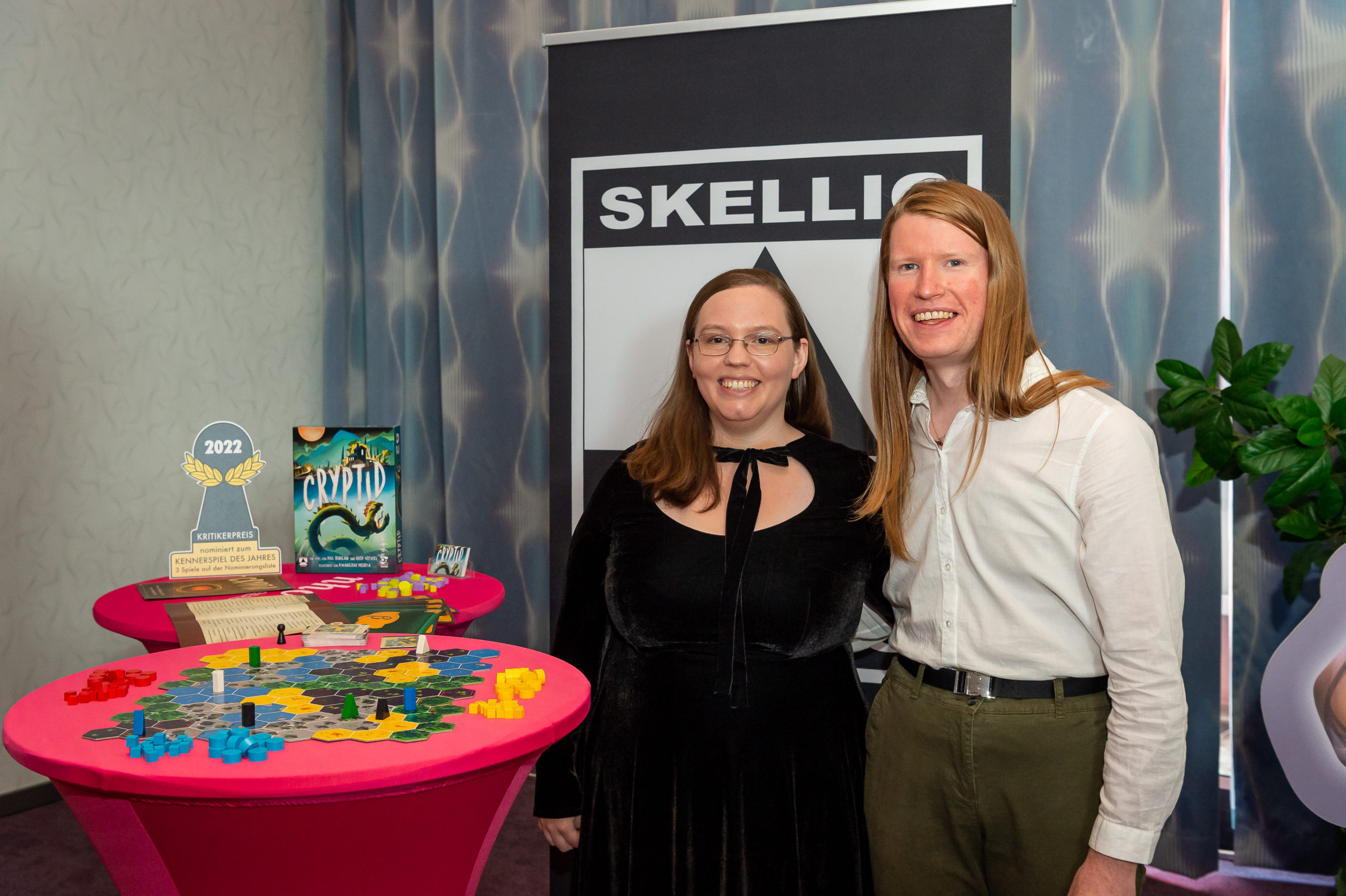
Ruth Veevers e Hal Duncan, autrice e autore di Cryptid, gioco nominato al premio Premio Kennerspiel des Jahres nel 2022

Cryptid è un gioco da tavolo deduttivo in stile tedesco di Hal Duncan e Ruth Veevers pubblicato nel 2018 dalla Osprey Games. Nel 2019 è stata pubblicata l'edizione in italiano da parte di Playagame.
In Italia è stato presentato durante l'edizione del 2019 di Play - Festival del Gioco.

## Ambientazione
I giocatori assumo il ruolo di cripto-zoologi impegnati a cercare la prova inconfutabile dell'esistenza di un Cryptid nelle zone selvagge dell'America del Nord.

## Panoramica del gioco
A inizio partita si compone la mappa come indicato sulla carta scelta. Ogni giocatore riceverà un unico indizio esclusivo che specifica se la tana del mostro può trovarsi oppure no in una determinata area, in base al tipo di terreno (Lago, Montagna, Foresta, Palude o Deserto) e alle costruzioni presenti nella mappa (Menhir o Capanna Abbandonata).
Il primo giocatore posizionerà sulla mappa cubo un esagono che non può nascondere la tana del mostro, lo stesso lo farà il giocatore alla sua sinistra e così via in senso orario finché tutti i giocatori non hanno piazzato due cubi.
Finito questa fase ogni giocatore nel suo turno può:
- Interrogare gli altri giocatori. Si seleziona un esagono sulla mappa e si chiede a un giocatore scelto se la tana del mostro si può trovare in quella zona. Il giocatore, in base al suo indizio risponde "sì" piazzando un disco oppure "no" piazzando un cubo
- Esplorare. Si sceglie un esagono che secondo il proprio indizio e le informazioni raccolte, potrebbe nascondere la tana e si chiede conferma a tutti gli altri giocatori. Se tutti i giocatori confermano che secondo il loro indizio la tana si può trovare nell'esagono indicato, il giocatore che ha esplorato ha vinto.

## Cryptid: Urban Legends
Nel Aprile 2022 uscirà Cryptid: Urban Legends, una versione per 2 giocatori asimmetrica che riprenderà le meccaniche del gioco originale.

## Premi e riconoscimenti
- Candidato per il miglior gioco da tavolo agli Origins Awards 2019
- Finalista Juego del Año 2019
- Candidato ai Dragon Awards 2019 per il miglior gioco da tavolo di fantascienza o fantasy
- Candidato al gioco da tavolo più innovativo di Golden Geek Awards 2018[4]